# Emma Hunt
Emma Hunt (* 1. April 2003 in Woodstock, Georgia) ist eine US-amerikanische Sportkletterin, die sich auf Speedklettern spezialisiert hat.

## Karriere
Hunt begann 5-jährig zu klettern und nahm mit 8 Jahren erstmals an Wettkämpfen teil. 2017 entdeckte sie das Speedklettern. Heute ist sie auf Speed spezialisiert, sie nimmt aber auch an Boulder-, Lead- und Kombinationswettkämpfen teil.
2018 gewann Hunt Bronze an der Jugendweltmeisterschaft in Moskau im Speed. Ein Jahr später wurde sie Jugend-Weltmeisterin in Arco. 2021 stand sie erstmals auf einem Weltcup-Podest; sie wurde Zweite in Salt Lake City im Speed. An der Panamerikanischen Meisterschaft 2021 in Ibarra wurde sie Erste im Speed und Dritte im Bouldern. 2022 gewann sie die World Games in Birmingham im Speed.
2021 wurde sie im Gesamtweltcup Erste und 2022 Zweite.
2021 kletterte sie als erste amerikanische Frau die Speedroute in unter 8 Sekunden. Sie hält den amerikanischen Speedrekord der Frauen mit 6,68 Sekunden, den sie beim Weltcup in Villars im Juli 2023 aufgestellt hat.
Bei der Weltmeisterschaft in Bern 2023 wurde sie Zweite und holte sich damit ein Olympiaticket für Paris 2024. Dort erreichte sie den fünften Platz.